# Dixonius gialaiensis
Dixonius gialaiensis — вид ящірок з родини геконових (Gekkonidae). Описаний у 2023 році.

## Назва
Видова назва gialaiensis посилається на в'єтнамську провінцію Зялай (в'єт. Gia Lai).

## Поширення
Ендемік В'єтнаму. Відомий лише у типовому місцезнаходженні — гірський перевал Чу Се, громада Х'Бонг, округ Чу Се, провінція Зялай у Центральному нагір'ї (330 м над рівнем моря).

## Опис
Тіло завдовжки до 47,4 мм. Спина оливково-сірого кольору з більш круглими коричневими вкрапленнями; кантальна смуга продовжується за орбітою до потилиці; губи з темними смугами; два правильно розташовані білуваті горбки вздовж боків до кінчика хвоста.